# Il fantastico Gilbert
Il fantastico Gilbert (Le Pays d'où je viens) è un film del 1956 diretto da Marcel Carné.
Primo film a colori di Carné, è una gradevole commedia degli equivoci basata sullo sdoppiamento del personaggio principale, interpretato dal musicista Gilbert Bécaud, al suo esordio cinematografico in «un'operina non indecorosa, diretta con eleganza».

## Produzione
Le riprese si svolsero dal 3 marzo al 12 maggio 1956.

## Distribuzione
La prima del film avvenne il 20 ottobre 1956 al Gaumont-Palace di Parigi.